# Hamad Medjedović
Hamad Medjedović (srbsky: Hamad Međedović, cyrilicí: Хамад Међедовић; * 18. července 2003 Novi Pazar) je srbský profesionální tenista. Na challengerech ATP a okruhu ITF získal osm titulů ve dvouhře a jeden ve čtyřhře. V roce 2023 ovládl Next Gen ATP Finals 2023 označovaný za Turnaj mistrů do 21 let.
Na žebříčku ATP byl ve dvouhře nejvýše klasifikován v dubnu 2025 na 61. místě a ve čtyřhře v květnu 2021 na 1267. místě. Trénuje ho Španěl Jorge Aguirre.
V srbském daviscupovém týmu debutoval v roce 2023 osloskou světovou kvalifikací proti Norsku, v níž za rozhodnutého stavu porazil Viktora Durasovice. Srbové zvítězili 4–0 na zápasy. Do září 2025 v soutěži nastoupil ke třem mezistátním utkáním s bilancí 2–1 ve dvouhře a 1–1 ve čtyřhře.

## Soukromý život
Narodil se roku 2003 v Novém Pazaru do rodiny Bosňáků. Ve svém rodišti začal hrát tenis pod vedením Edise Fetiće. V deseti letech se přestěhoval do Bělehradu, aby rozvíjel tenisovou kariéru. S grandslamovým šampionem Novakem Djokovićem se poprvé setkal v devíti letech a o sedm roků později s ním začal také hrát. Djoković se stal jeho patronem a v teenagerovské fázi kariéry mu hradil veškeré výlohy včetně letenek, ubytování či fyzioterapeutů.

## Tenisová kariéra
Na okruhu ATP Tour debutoval v 17 letech  antukovým Belgrade Open 2021. Jako hráč sedmé světové stovky obdržel divokou kartu do dvouhry. Časnou porážku mu přivodil slovenský kvalifikant Alex Molčan z poloviny třetí stovky žebříčku. Turnajovými triumfy v Lüdenscheide, Székesfehérváru a Mauthausenu, mezi červencem 2022 a květnem 2023, se stal po Djokovićovi a Tipsarevićovi třetím Srbem, který vyhrál tří challengery před dovršením 20 let. Do grandslamu poprvé zasáhl v singlu French Open 2023 po zvládnuté tříkolové kvalifikaci, v jejímž druhém kole vyřadil čtvrtého nasazeného Juana Manuela Cerúndola a poté i Jespera de Jonga. V úvodu pařížské dvouhry však nenašel recept na Američana Marcose Girona. Ve čtyřsetovém utkání obdržel dva „kanáry“.

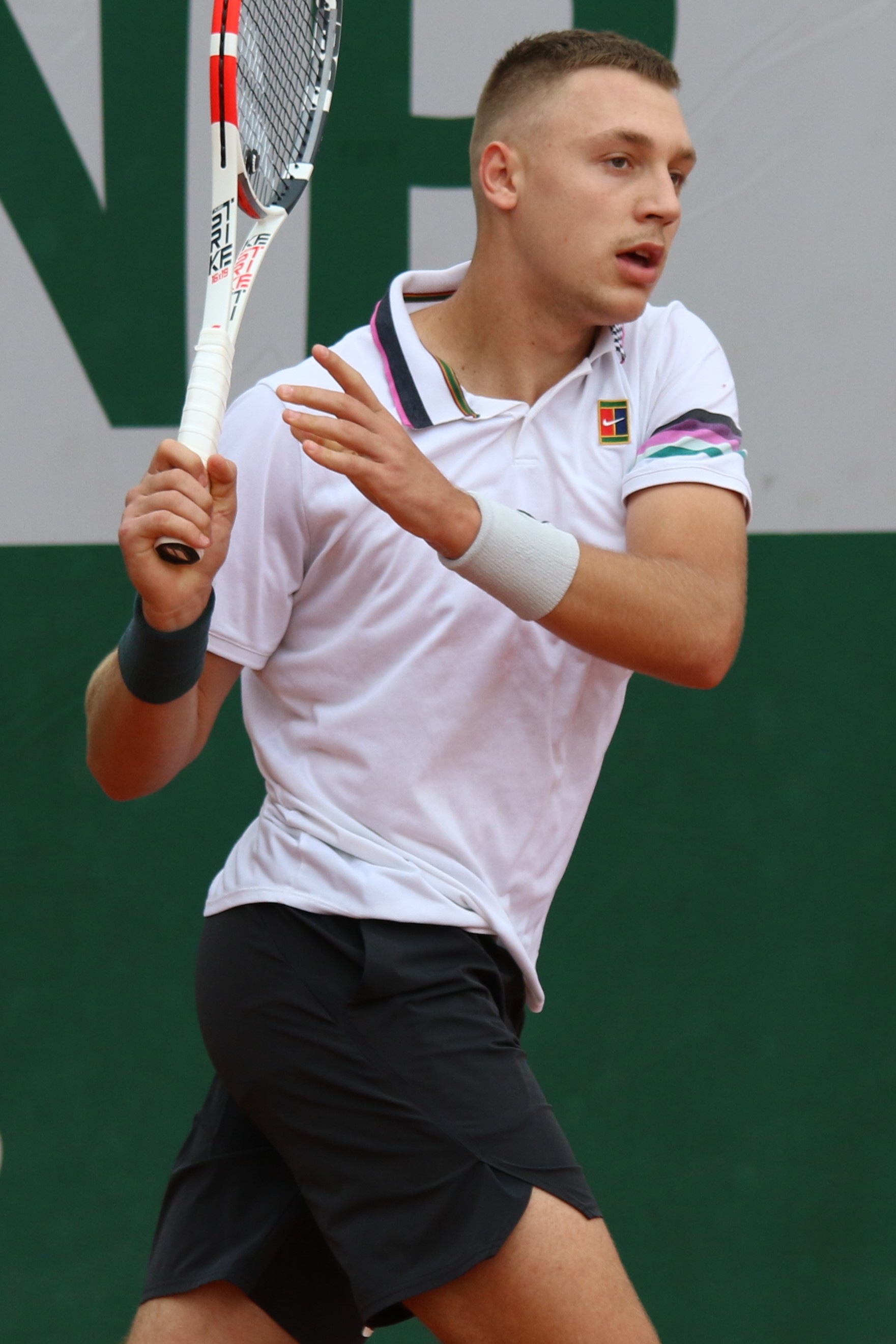
Na French Open 2023 prožil grandslamový debut

První zápas na túře ATP vyhrál v kvalifikačním kole Davis Cupu 2023 proti Norovi Viktoru Durasovicovi. Do semifinále pak poprvé prošel na antukovém Swiss Open Gstaad 2023. Včetně dvoukolové kvalifikace zvládl pět zápasů v řadě. V hlavní soutěži jej nezastavili pátý nasazený Čang Č’-čen, Rakušan Dominic Thiem ani turnajová čtyřka Yannick Hanfmann. Stopku mu vystavil pozdější argentinský vítěz a devadesátý muž klasifikace Pedro Cachín, na nějž uhrál jen čtyři gamy. Druhé čtvrtfinálové i semifinálové účasti dosáhl na halovém Astana Open 2023, kde získal divokou kartu. Ve druhé sadě úvodního kola mu skrečoval krajan Laslo Djere. Poté vyřadil Alexandra Ševčenka i dvacátého devátého hráče žebříčku Jiřího Lehečku. V souboji odvrátil všechny čtyři brejkboly, jimž čelil a připsal si první kariérní výhru nad členem ze světové třicítky. Do finále jej však nepustil Sebastian Korda, o jedno místo výše postavený než Lehečka, když všechny tři sady rozhodly až tiebreaky. Bodový zisk jej v polovině října 2023 posunul na žebříčkové maximum, 102. příčku.
Jako 20letý se kvalifikoval na závěrečný Next Generation ATP Finals 2023, poprvé hraný v přímořské Džiddě, pro osm nejlepších hráčů sezóny do 21 let. Soutěží dvouhry prošel bez porážky. Ve skupině zdolal Američana Alexe Michelsena, Francouze Lucu Van Asscheho i Jordánce Abdullaha Shelbayha. V semifinále si poradil se Švýcarem Dominicem Strickerem a v souboji o titul porazil nejvýše nasazeného, o rok mladšího Francouze, Arthura Filse ze čtvrté světové desítky. Z pozice 110. hráče klasifikace se stal vůbec nejníže postaveným šampionem turnaje. Odměna 514 tisíc dolarů (cca 11,5 milionu korun) pro něj znamenala vyšší částku, než kterou vydělal v předchozí kariéře (335 tisíc dolarů).
Do sérii Masters vstoupil antukovým Mutua Madrid Open 2024, na němž prošel kvalifikací. Na úvod madridské dvouhry přehrál amerického spolukvalifikanta Aleksandara Kovacevice, než mu předchozí prohru oplatil Lehečka. Třetí kolo si zahrál na navazujícím Internazionali BNL d'Italia 2024 v Římě, po výhrách nad Alexeiem Popyrinem i Davidovichem Fokinou, a těsné třísetové porážce od světové čtyřky Daniila Medveděva. Sezónu 2024 uzavřel první účastí ve finále okruhu ATP Tour, na halovém Belgrade Open 2024. Turnaj odehrál z pozice 155. muže klasifikace na divokou kartu. V semifinále zdolal Lasla Djereho, startujícího rovněž na divokou kartu. Závěrečný duel proti kanadskému kvalifikantovi Denisi Shapovalovovi z osmé desítky žebříčky však nezvládl. Rovněž z druhého finále, únorového Open 13 Provence 2025 v Marseille, odešel poražen. Ve druhém kole si podruhé v kariéře poradil s členem Top 30, jednadvacátým Karenem Chačanovem, a v semifinále si připsal první výhru nad příslušníkem Top 10, světovou osmičkou Daniilem Medveděvem. Ve finále pak podlehl sedmnáctému tenistovi světa a francouzské jedničce Ugu Humbertovi, jenž obhájil trofej.

## Trenérské vedení
- Ilija Bozoljac (2021–2022)[31]
- Stéphane Robert (2022–2023)[31][32]
- Viktor Troicki (2023–2024)[32]
- Jorge Aguirre (od 2025)[33]

## Finále na okruhu ATP Tour

### Dvouhra: 2 (0–2)
| Legenda                   |
| ------------------------- |
| Grand Slam (0)            |
| Turnaj mistrů (0)         |
| ATP Tour Masters 1000 (0) |
| ATP Tour 500 (0)          |
| ATP Tour 250 (0–2)        |

| Stav      | č. | datum         | turnaj             | kategorie | povrch    | soupeř ve finále | výsledek      |
| --------- | -- | ------------- | ------------------ | --------- | --------- | ---------------- | ------------- |
| Finalista | 1. | listopad 2024 | Bělehrad, Srbsko   | ATP 250   | tvrdý (h) | Denis Shapovalov | 4–6, 4–6      |
| Finalista | 2. | únor 2025     | Marseille, Francie | ATP 250   | tvrdý (h) | Ugo Humbert      | 6–7(4–7), 4–6 |

## Finále Next Gen ATP Finals

### Dvouhra: 1 (1–0)
| Stav  | č. | datum         | turnaj                          | povrch    | soupeř ve finále | výsledek                           |
| ----- | -- | ------------- | ------------------------------- | --------- | ---------------- | ---------------------------------- |
| Vítěz | 1. | prosinec 2023 | Džidda, Spojené arabské emiráty | tvrdý (h) | Arthur Fils      | 3–4(6–8), 4–1, 4–2, 3–4(9–11), 4–1 |

## Tituly na challengerech ATP a okruhu ITF
| Legenda                  |
| ------------------------ |
| D – dvouhra; Č – čtyřhra |
| Challengery (5 D; 0 Č)   |
| ITF (3 D; 1 Č)           |

### Dvouhra (8 titulů)
| Č. | datum         | turnaj                   | okruh             | povrch    | poražený finalista  | výsledek           |
| -- | ------------- | ------------------------ | ----------------- | --------- | ------------------- | ------------------ |
| 1. | duben 2022    | Antalya, Turecko         | World Tennis Tour | antuka    | Timo Stodder        | 6–0, 6–1           |
| 2. | duben 2022    | Antalya, Turecko         | World Tennis Tour | antuka    | Valentin Royer      | 6–3, 6–2           |
| 3. | květen 2022   | Ulcinj, Černá Hora       | World Tennis Tour | antuka    | Àlex Martí Pujolràs | 6–1, 6–2           |
| 1. | červenec 2022 | Lüdenscheid, Německo     | Challenger        | antuka    | Čang Č’-čen         | 6–1, 6–2           |
| 2. | březen 2023   | Székesfehérvár, Maďarsko | Challenger        | antuka    | Nino Serdarušić     | 6–4, 6–3           |
| 3. | květen 2023   | Mauthausen, Rakousko     | Challenger        | antuka    | Filip Misolic       | 6–2, 6–7(5–7), 6–4 |
| 4. | září 2023     | Manacor, Španělsko       | Challenger        | tvrdý     | Harold Mayot        | 6–2, 4–6, 6–2      |
| 5. | leden 2025    | Oeiras, Portugalsko      | Challenger        | tvrdý (h) | Liam Draxl          | 6–1, 6–3           |

### Čtyřhra (1 titul)
| Č. | datum       | turnaj                        | okruh             | povrch | spoluhráč     | poražení finalisté               | výsledek |
| -- | ----------- | ----------------------------- | ----------------- | ------ | ------------- | -------------------------------- | -------- |
| 1. | květen 2021 | Prijedor, Bosna a Hercegovina | World Tennis Tour | antuka | Marko Tepavac | Stefan Micov Alen Rogić Hadžalić | 6–1, 6–4 |